# Microtrichalus suturalis
Microtrichalus suturalis – gatunek chrząszcza z rodziny karmazynkowatych i podrodziny Lycinae.
Gatunek ten opisany został w 1999 roku przez Ladislava Bocáka i Miladę Bocákovą, którzy jako miejsce typowe wskazali Pronggoli.
Chrząszcz o ciele długości od 5,1 do 6,2 mm, spłaszczonym i bardzo miękim. Ubarwienie ciemnobrązowe do czarnego z żółtymi bokami przedplecza, aparatem gębowym, krętarzami, boczno-nasadową i barkową częścią pokryw, a nadustkiem niekiedy jasnobrązowym. Boki pokryw prawie równoległe. Na każdej pokrywie po 3 podłużne żeberka pierwszorzędowe biegnące przez całą długość. Fallus nadzwyczaj krótki i szeroki.
Gatunek znany wyłącznie z regionu Wamena w regencji Jayawijaya w indonezyjskiej części Nowej Gwinei.